# Шамли
Шамли (на гръцки: Σαµλί, Самли) е бивше село в Егейска Македония, Гърция, на територията на дем Делта в административна област Централна Македония.

## География
Шамли е разположено в Солунското поле, в областта Вардария, северно от Текелиево, източно от Ингилизово и северозападно от Трите хана.

## История
В края на XIX век Шамли е малко българско село в Солунска каза на Османската империя. Селото е едно от 47-те селища на Камбанийската епископия.
В „Етнография на вилаетите Адрианопол, Монастир и Салоника“, издадена в Константинопол в 1878 година и отразяваща статистиката на населението от 1873 година Шамли (Chamlié) има 10 домакинства и 48 жители българи.
Шамли е малко селище само с четири къщи. Името му вероятно е свързано със солунския субашия Шамли Али бей. Към 1905 година селото е почти напълно изоставено, но тъй като е на разклонението на пътищата Трите хана - Ингилизово и Бугариово - Текелиево, топонимът е запазен.